# Elie Nadelman

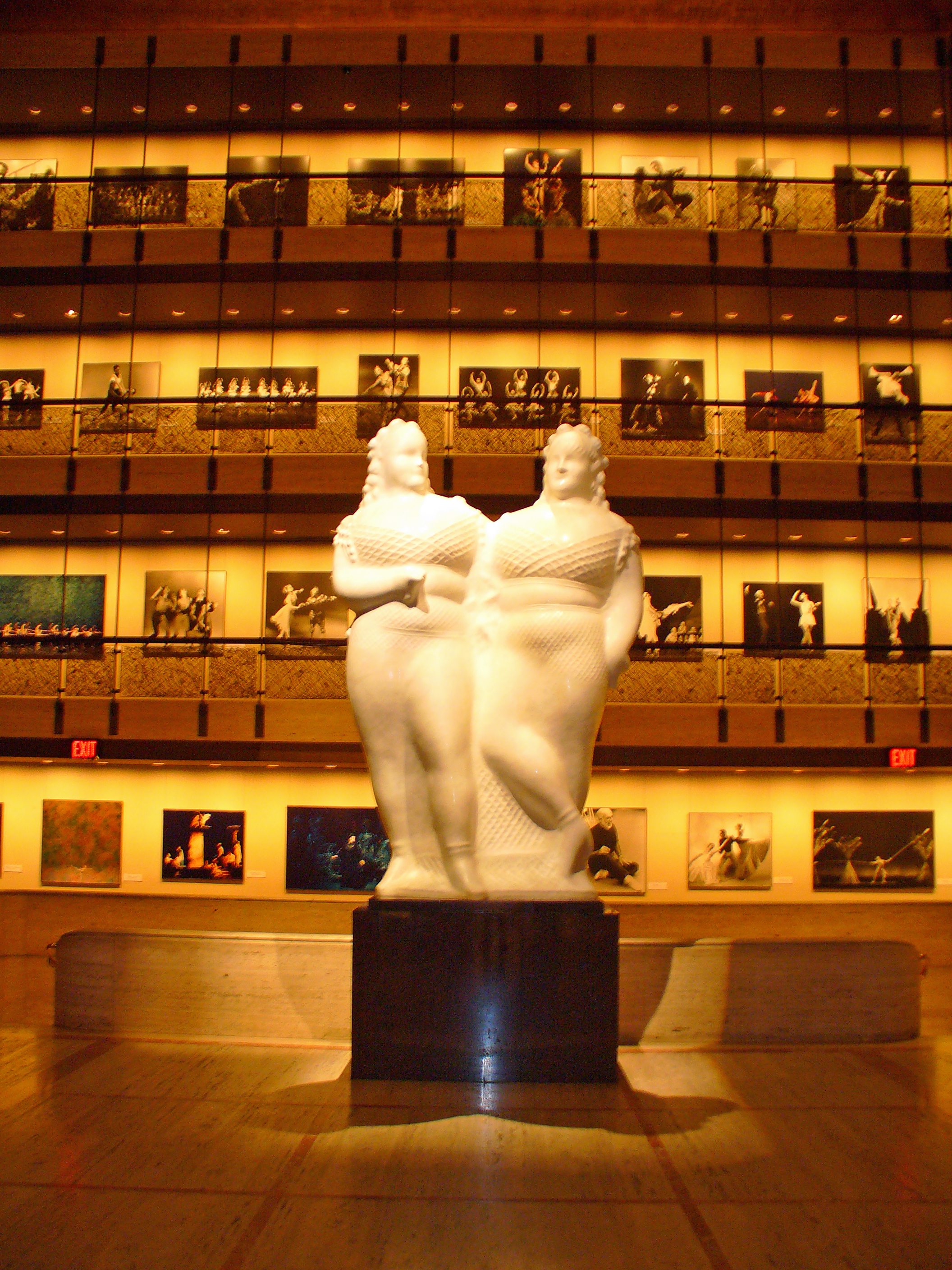
Rzeźba Nadelmana w New York State Theater

Elie Nadelman, właśc. Eliasz Nadelman (ur. 20 lutego 1882 w Warszawie, zm. 28 grudnia 1946 w Nowym Jorku) – polski rzeźbiarz i rysownik.

## Życiorys
Eliasz Nadelman urodził się 20 lutego 1882 roku jako syn jubilera Filipa i Hannahy Nadelman, w burżuazyjnej rodzinie zasymilowanych Żydów. Składała się ona z profesjonalnych artystów i muzyków. W domu mówiło się i pisało po polsku. Jego rodzina mieszkała przy ulicy Marszałkowskiej 143 w centrum Warszawy. Ukończył w 1899 roku gimnazjum i liceum sztuk wyzwolonych w Warszawie. Uczył się w warszawskiej Klasie Rysunkowej u Adama Badowskiego i Jana Kauzika. W roku 1902 wyjechał do Krakowa, aby zapisać się do Szkoły Sztuk Pięknych – najnowocześniejszej wówczas polskiej uczelni artystycznej, mając na uwadze objęcie katedry rzeźby przez Konstantego Laszczkę, ale po dwóch dniach wrócił do Warszawy. Na wystawie w warszawskim salonie Krywulta zaprezentował duży rysunek satyryczny Parada modernizmu, przedstawiający artystów i innych studentów Akademii Sztuki. Praca powstała we współpracy z kolegą ze studiów Witoldem Wojtkiewiczem.
W roku 1904 przebywał w Monachium, gdzie wykonał rysunek Chopin, który zdobył III miejsce w konkursie czasopisma „Sztuka”. Tam miał kontakt z najlepszymi przykładami rzeźby starożytnej w Gliptotece, zbiorami sztuki ludowej i lalek w Bawarskim Muzeum Narodowym oraz, według wszelkiego prawdopodobieństwa, również z dziełem i ideami Adolfa von Hildebranda (1847–1921), który w 1893 roku opublikował „Das Problem der Form in der Bildenden Kunst” („Problem formy w malarstwie i rzeźbie”). Hildebrand, znacząca osobowość ówczesnego Monachium, był zwolennikiem porządku, struktury i przejrzystości w rzeźbie. Podziwiał klasyczną starożytność i rozwijał ideę rzeźby jako formy posiadającej czysty profil i sylwetkę lub wyraźne, charakterystyczne kształty płaskorzeźby.
Następnie Nadelman przybył do Paryża, gdzie przez kilka miesięcy uczył się w Académie Colarossi. W stolicy Francji poznał swoich pierwszych kolekcjonerów braci Natanson, Tadeusza i Aleksandra, założycieli czasopisma „La Revue blanche”. Zaprzyjaźnił się również z Gertrudą Stein i jej bratem Leo, którzy także nabywali jego prace. Przynajmniej jedna z jego rzeźb, gips przedstawiający nagą kobietę, był wystawiony w domu Steinów przy rue de Fleurus. Elie Nadelman należał do kolonii polskich artystów mieszkających na Montparnassie. Utrzymywał kontakty z Leopoldem Gottliebem, Szymonem Mondszajnem, Eugeniuszem Zakiem, Jerzym Merklem, Mojżeszem Kislingiem, Louisem Marcoussisem, Alicją Halicką. Wystawiał w paryskich Salonach, początkowo głównie rysunki i rzeźby z gipsu, a także w ważnych galeriach – Berthe Weil oraz Eugéne’a Drueta.
Od 26 kwietnia do 8 maja 1909 roku w Galerie Druet w Paryżu odbyła się pierwsza zakrojona na dużą skalę indywidualna wystawa jego prac. Zaprezentowane zostały wówczas gipsy i rysunki zarówno o klasycznym, jak i eksperymentalnym charakterze. Leo Stein kupił na niej dużą grupę rysunków. Poeta i krytyk sztuki Guillaume Apollinaire pisze później o wystawie Nadelmana, że „wpłynęła ona na niektórych z naszych bardzo ważnych młodych malarzy”. Miał na myśli to, że fasetowana głowa gipsowa autorstwa Nadelmana była inspiracją dla „Głowy Fernandy” (pierwszej rzeźby kubistycznej) Pabla Picassa, którą ten wykonał kilka miesięcy po tym jak odwiedził pracownie Polaka. W październiku 1909 roku Alfred Stieglitz opublikował w „Camera Work” manifest artysty, w którym pisał: „Temat każdej pracy jest dla mnie niczym innym jak pretekstem do tworzenia znaczącej formy, relacji form tworzących nowe życie, ale nie mających nic wspólnego z życiem w naturze...”
Dwa lata później odbyła się kolejna istotna dla rozwoju jego kariery indywidualna wystawa Nadelmana. Miała on miejsce w Paterson Gallery w Londynie. Wszystkie prezentowane na niej prace, w tym uproszczone, neoklasyczne głowy z marmuru i brązu kupiła wtedy urodzona w Polsce potentatka kosmetyczna, Helena Rubinstein. W późniejszych latach artysta wykonał również płaskorzeźby do jej londyńskiego domu. Wiosną 1912 roku zaprezentował Nadelman swoją twórczość w Barcelonie w Galerii Jose Dalmau z innymi członkami paryskiego Towarzystwa Artystów Polskich. Wśród artystów, którzy eksponowali wtedy swoje prace, byli: Leopold Gottlieb, Mela Muter i Józef Pankiewicz.
Po rozpoczęciu I wojny światowej Nadelman pracował przez dwa miesiące w Londynie, prawdopodobnie za pośrednictwem Heleny Rubinstein, która namówiła go wyjazdu do Stanów Zjednoczonych. 24 października artysta wypłynął z Southampton na „Lusitanii”, aby dotrzeć do Nowego Jorku 31 października. W Stanach Zjednoczonych pierwszą indywidualną wystawą artysty była ekspozycja zaprezentowana od 8 grudnia 1915 do 19 stycznia 1916 roku w Photo-Secession „291” Gallery prowadzonej przez Stieglitza. Obejmowała ona gipsową rzeźbę „Man in the Open Air” – stylizowanego mężczyznę w meloniku opartego o minimalistyczne drzewo; dużego gipsowego konia; płaskorzeźby z gipsu i brązu; małe głowy oraz figurki z brązu i marmuru; a także rysunki. Z tej okazji Stieglitz pisał w liście do Weichsela: „Dzisiaj otwiera się wystawa Nadelmana. Jest bardzo piękna”.
W 1918 roku Nadelman zaprzyjaźnił się z artystami Florence i Konradem Cramerami, utrzymującymi kontakty towarzyskie z kręgiem rodziny Stettheimer – skupiającym się wokół sióstr Carrie, Florine i Ettie – w skład którego wchodzą Carl van Vechten i jego żona, Fania Marinoff, Marcel Duchamp, Marie i Albert Sterner, Christian Brinton, Henry McBride i inni. Nadelman i Ettie Stettheimer burzliwie flirtowali, do momentu kiedy artysta poznał Violę Flannery, urodzoną w Nowym Jorku, wdowę po prawniku Josephie Flannerym, z którą wziął ślub w grudniu 1919 roku.
Nowojorski wydawca E. Weyhe opublikował w 1921 roku Vers la Beauté Plastique Nadelmana, wznowienie paryskiej teki Vers l’Unite Plastique zawierającej 32 graficzne wersje rysunków artysty. Wykorzystane w tym celu zostały te same płyty cynkowe. W przedmowie do książki Nadelman napisał: „Te rysunki, wykonane szesnaście lat temu, całkowicie zrewolucjonizowały sztukę naszych czasów... Kubizm był tylko imitacją abstrakcyjnych form tych rysunków, i nie osiągnęły swojego plastycznego znaczenia...”. Rok później Nadelmanowi został poświęcony nr 6 tomu w serii Younger Artists, pod redakcją Williama Murrella, zaś w grudniu 1927 roku artysta zaprojektuje dekorację wapiennego fryzu na fasadę Fuller Building, zbudowanego przez architektów Walkera i Gilette przy 41 East 57th Street w Nowym Jorku – pierwszą w tym mieście taką ozdobę w stylu art deco.
Cynthia Nadelman mówiła o nim: „Czasami podejmował wręcz ryzyko naśladowania własnych interpretacji sztuki greckiej, co stawało się źródłem jego twórczej ekscytacji. Jego twórczość opierała się na idei ponadczasowości rzeźby, na tym, co mogło być w niej jednocześnie starożytne i nowoczesne. Artystę pasjonowało wyszukiwanie wszelkich przejawów życia naśladującego sztukę i dlatego kolekcjonował przykłady udowadniające regularność występowania tego zjawiska. Fascynowały go ponadto związki między epokami i kulturami oraz sztuką nowoczesną w kontekście ścisłego nawiązywania do antyku”.
Stosował też technikę galwanoplastyki, dzięki której rzeźby gipsowe pokrywał brązem.
Nadelman popełnił samobójstwo w swej pracowni w Alderbrook.

### Wystawy w Polsce
- „Elie Nadelman – polski prekursor Art Deco”, 10 maja – 30 września 2022, Warszawa, Fundacja Art & Modern i Wejman Gallery (kuratorka: Agnieszka Dziki)[3].
- „Elie Nadelman. Na wzór i podobieństwo”, 1 lipca – 15 sierpnia 2004, Warszawa, Królikarnia[8].